# Klaus Reichert (Fechter)
Klaus Reichert (* 3. Juni 1947 in Hanau) ist ein ehemaliger deutscher Fechter, der mit dem Florett deutscher Meister, Weltmeister und Olympiasieger wurde. 

## Leben
Klaus Reichert schloss sich während seines Studiums der Zahnmedizin dem OFC Bonn an, sein Trainer war Jean Coibion. 
Bei den Fechtweltmeisterschaften 1971 erreichte Reichert erstmals ein großes Finale und wurde Fünfter. Mit der Mannschaft belegte er Platz 5 bei den Olympischen Spielen 1972 und Platz 2 bei den Fechtweltmeisterschaften 1973. Nach zwei vierten Plätzen mit der Mannschaft bei den Weltmeisterschaften 1974 und 1975 gewann er bei den Olympischen Spielen 1976 Mannschaftsgold. Dafür wurden er und die deutsche Fechtmannschaft am 14. Oktober 1976 mit dem Silbernen Lorbeerblatt ausgezeichnet. Ebenfalls Mannschaftsgold gewann er 1977 bei der Weltmeisterschaft in Buenos Aires.
1983 gewann Reichert bei den Weltmeisterschaften in Wien erneut Mannschaftsgold und errang bei der Europameisterschaft in Lissabon Silber im Einzel.
Klaus Reichert wurde 1975, 1980 und 1981 Deutscher Einzelmeister. Nach dem Gewinn der Silbermedaille mit der Mannschaft bei den Olympischen Spielen 1984 trat er vom Leistungssport zurück. 
Klaus Reichert ist als Zahnarzt in Bonn tätig.

## Auszeichnungen
- Mit der Florettfechter-Nationalmannschaft bei der Wahl zur Mannschaft des Jahres 1977 ausgezeichnet.